# Państwowy Instytut Geologiczny
Państwowy Instytut Geologiczny, obecnie Państwowy Instytut Geologiczny – Państwowy Instytut Badawczy (PIG-PIB), wcześniej Instytut Geologiczny – państwowa jednostka badawczo-rozwojowa z centralną siedzibą w Warszawie, mająca za zadanie prowadzenie wszechstronnych badawczych prac geologicznych w Polsce, zwłaszcza pod kątem zastosowania wyników w gospodarce oraz realizacji map geologicznych.
Od czasu powstania w 1919 r. pełni funkcje Państwowej Służby Geologicznej i Państwowej Służby Hydrogeologicznej. Posiada profil badawczy zbliżony do amerykańskiej United States Geological Survey.

## Historia

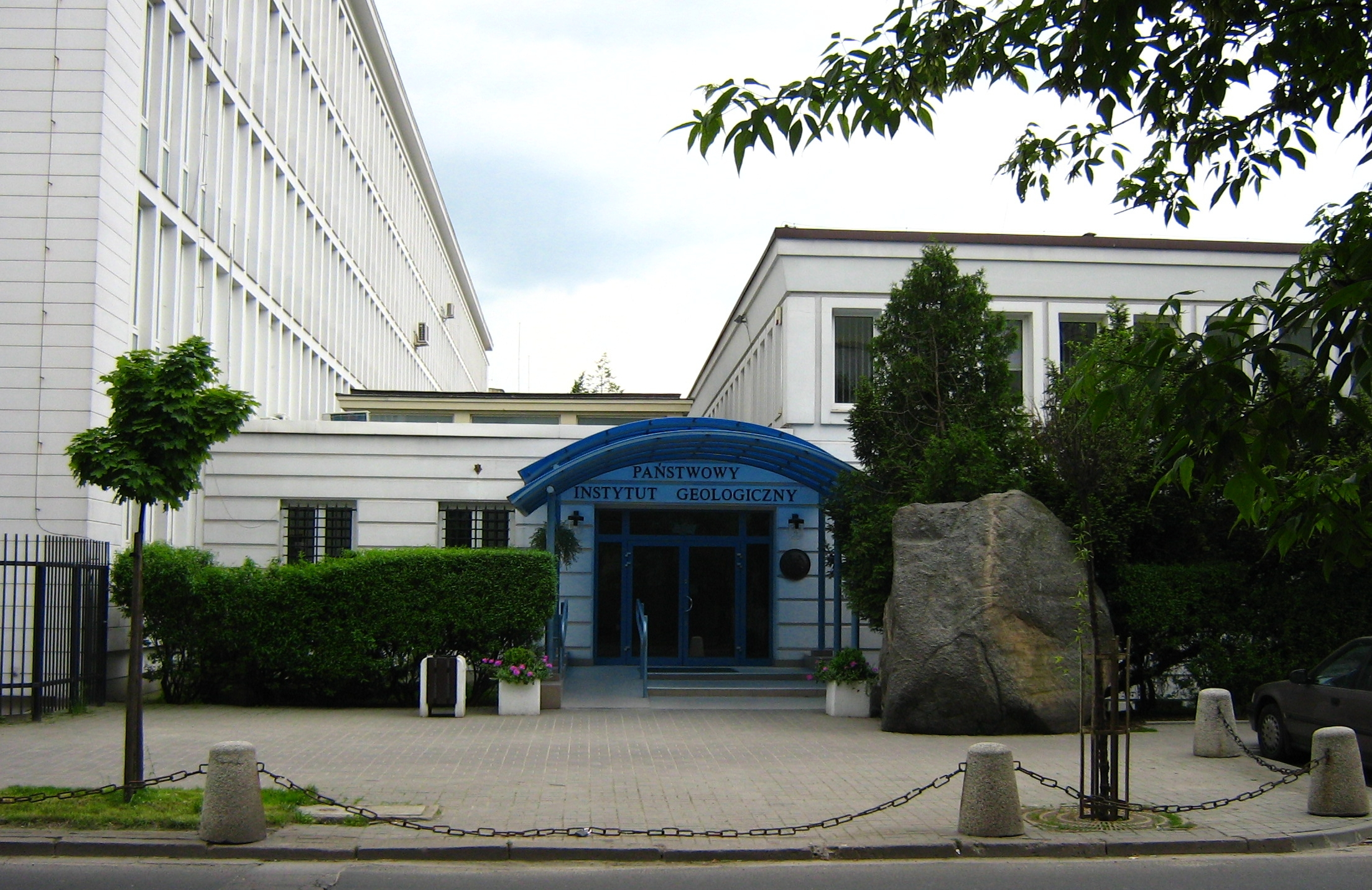
Wejście do budynku Instytutu według projektu Marka Leykama

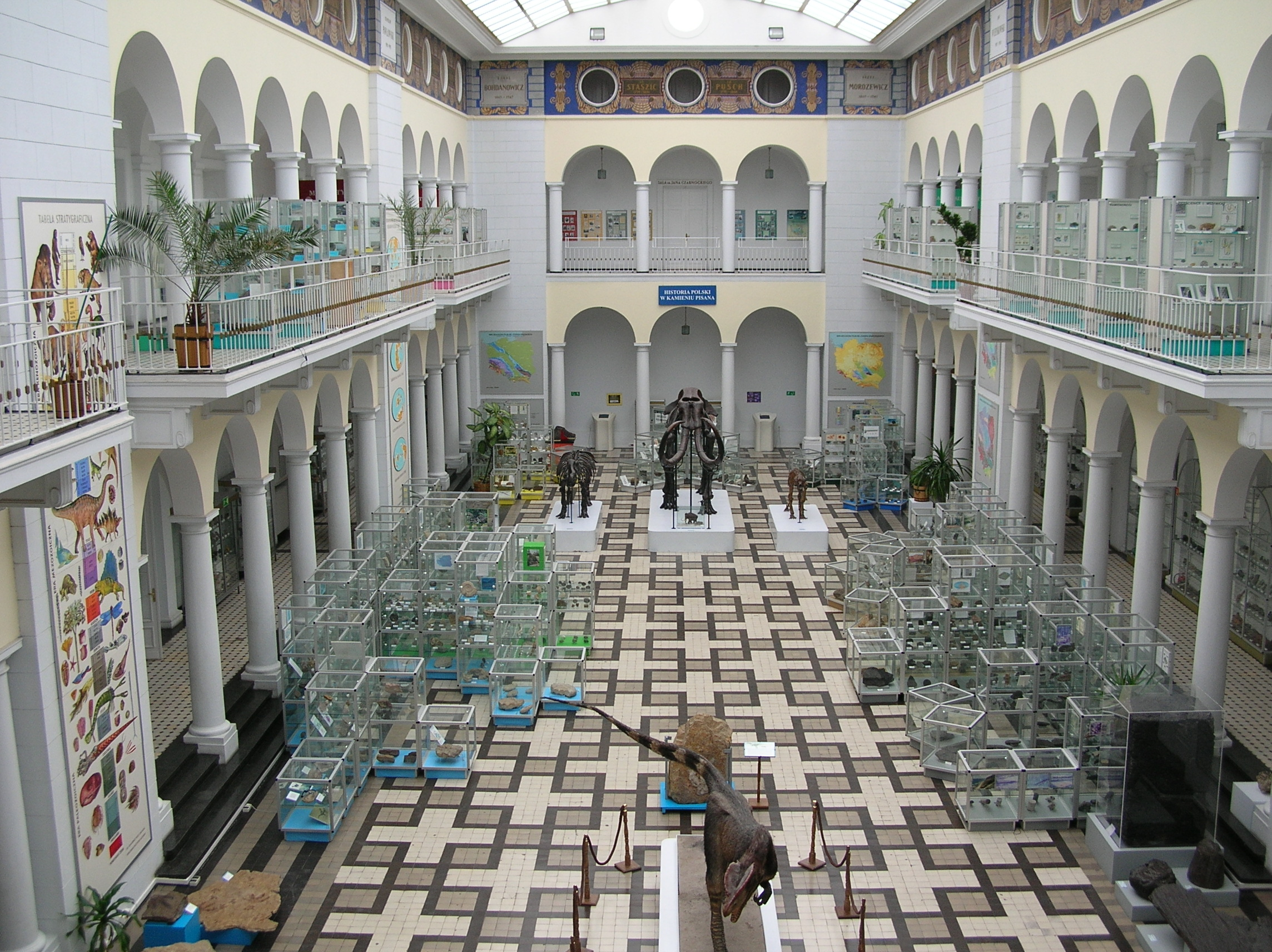
Wnętrze Muzeum Geologicznego Państwowego Instytutu Geologicznego

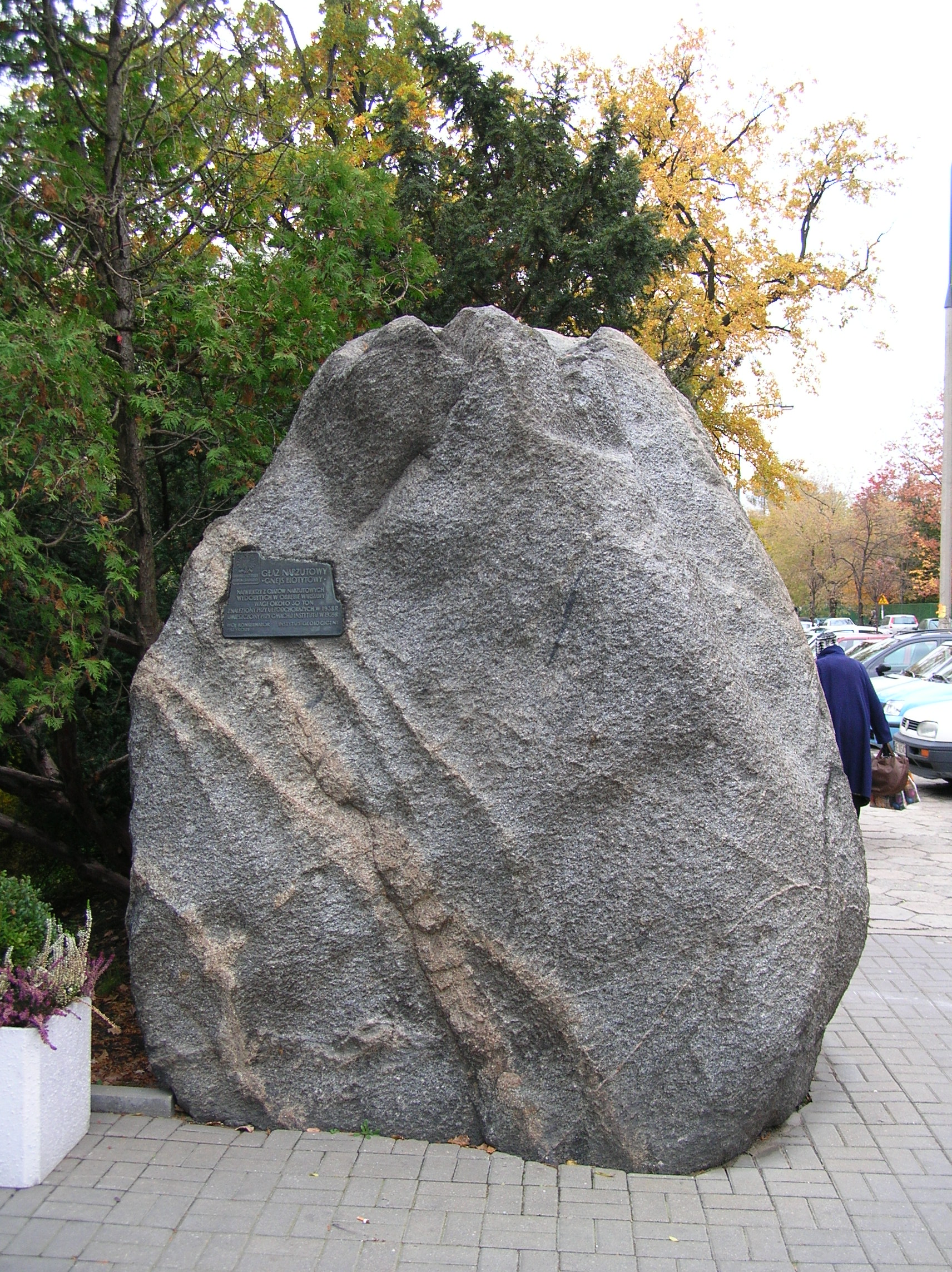
Głaz Podchorążych przed wejściem do Instytutu

Pierwsze koncepcje powołania polskiego instytutu czy zakładu geologicznego wysunęli Władysław Szajnocha i Józef Morozewicz na początku XX w. w Galicji. Do powstania Państwowego Instytutu Geologicznego przyczyniły się także starania wielu osób, działających we wszystkich trzech zaborach; byli to Ludomir Sawicki, Czesław Kuźniar, Stanisław Małkowski i Stanisław Kontkiewicz, ostatni kierownik Pracowni Geologicznej w Muzeum Przemysłu i Handlu.
Utworzony 7 maja 1919 działa do dziś. Rozporządzeniem Rady Ministrów z dnia 28 lutego 1921 został zatwierdzony Statut Państwowego Instytutu Geologicznego. Na jego czele stanął prof. Józef Morozewicz, absolwent Wydz. Przyrodniczego Cesarskiego Instytutu w Warszawie, badacz minerałów na Wołyniu a następnie Tatr oraz petrograficznych skał magmowych, którym kierował do 31 stycznia 1937 roku.
Pierwsza siedziba Instytutu mieściła się w Pałacu Staszica. Później wzniesiono własny budynek na Mokotowie zaprojektowany przez Mariana Lalewicza. Budowa trwała od roku 1925 do roku 1930, niektóre fragmenty ukończono w roku 1936. Projekt utrzymany był w stylu klasycyzmu XIX w. z elementami nawiązującymi do architektury polskiej epoki renesansu.
Instytut nie działał w okresie okupacji niemieckiej (1939–1945). W 1952 powstał Instytut Geologiczny w ramach Centralnego Urzędu Geologicznego. Istotną rolę w powojennej historii Instytutu odegrała Stacja Geologiczna w Czeladzi działająca w latach 1946-1961, potem przekształcona w Oddział Górnośląski PIG.
W latach 1949–1955 obok gmachu zaprojektowanego przez Mariana Lalewicza wzniesiono nowy budynek według projektu Marka Leykama.

## Działalność
Oprócz badań naukowych Państwowy Instytut Geologiczny prowadzi prace popularyzatorskie, muzealne i wydawnicze. Jest wydawcą szeregu czasopism geologicznych, w tym czołowych pism międzynarodowych (tzw. filadelfijskich) Geological Quarterly i Geologia Carpathica (we współpracy z instytucjami słowackimi). Redaguje też największe krajowe pismo geologiczne Przegląd Geologiczny, którego wydawcą jest Minister Środowiska. Utrzymuje także jedno z większych w Polsce muzeów geologicznych, znajdujące się w Warszawie przy ul. Rakowieckiej 4.
Państwowy Instytut Geologiczny posiada oddziały regionalne z siedzibami w Krakowie, Sosnowcu, Kielcach, Wrocławiu, Szczecinie, Gdańsku i Lublinie.
Jednym z głównych zadań PIG-u jest wykonywanie map geologicznych. Do najważniejszych edycji map wykonywanych przez PIG zalicza się Szczegółową Mapę Geologiczną Sudetów w skali 1 : 25 000, Szczegółową Mapę Geologiczną Polski w skali 1 : 50 000, Mapę Geologiczną Polski w skali 1 : 200 000, Mapę Hydrogeologiczną Polski w skali 1 : 50 000 oraz  1 : 200 000, a także Mapę Geologiczno-Gospodarczą Polski (Mapa Geośrodowiskowa Polski)  w skali 1 : 50 000.
Drugim poważnym zadaniem jest gromadzenie wszelkich dokumentacji i opracowań geologicznych z obszaru całego kraju w Centralnym Archiwum Geologicznym (obecnie Narodowe Archiwum Geologiczne), którego filie znajdują się w każdym z oddziałów regionalnych.
Kolejnym jest coroczne sporządzanie bilansu zasobów kopalin.

## Wyróżnienia
- Odznaka Honorowa „Zasłużony dla Mazowsza” (2019)[10]
- Odznaka „Zasłużony dla Miasta Sosnowca” dla górnośląskiego oddziału PIG (2023)[11].